# Warkauden Pallo -35
Warkauden Pallo -35 (abgekürzt WP-35) ist ein Bandyverein aus der ostfinnischen Stadt Varkaus.
Mit 16 nationalen Meistertiteln ist WP-35 nach Helsingfors IFK der erfolgreichste Bandyverein Finnlands. 1938 stand die Mannschaft zum ersten Mal im Finale um die finnische Meisterschaft, verlor aber gegen Helsingfors IFK mit 1:2. Die erste Meisterschaft gewann Varkaus 1943 durch ein 3:2 über Helsingfors. Weitere sieben Meisterschaften wurden in den Jahren zwischen 1945 und 1954 gewonnen. Danach folgten 1965 bis 1967 drei Meisterschaften in Folge und ein weiterer Titel 1971. 1993, 1994, 1995 und 1996 gewann WP-35 seine letzten Meisterschaften. 1993 stand die Mannschaft im Finale des Europacups, verlor aber gegen Västerås SK aus Schweden.
2013/14 wurde der Verein ohne Punktgewinn Letzter der Bandyliiga. Heimspielort ist das Kämäri im gleichnamigen Stadtteil südöstlich des Stadtzentrums.

## Erfolge
- Europacup:
  - 2. Platz: 1993
- Finnische Meisterschaft:
  - 1. Platz: 1943, 1945, 1946, 1947, 1948, 1950, 1952, 1954, 1965, 1966, 1967, 1971, 1993, 1994, 1995, 1996 (16×)
  - 2. Platz: 1938, 1944, 1970, 1972, 1974, 1976, 1992 (7×)
  - 3. Platz: 1939, 1951, 1953, 1955, 1963, 1968, 1969, 1975, 1990, 1997, 1999, 2003, 2004, 2008 (14×)